# David Kasal
David Kasal (* 1. ledna 1969 Chrudim) je český politik a lékař, od října 2013 poslanec Poslanecké sněmovny PČR (zvolen ještě jako nestraník za hnutí ANO 2011), od roku 2010 zastupitel města Chrudim (v letech 2010 až 2012 také radní města), člen hnutí ANO 2011 (od roku 2022 i člen předsednictva hnutí).

## Život
Po absolvování místního gymnázia vystudoval na Lékařské fakultě Univerzity Karlovy v Hradci Králové (promoval v roce 1993), kde získal titul MUDr.
Ihned po studiích nastoupil v roce 1993 na Dětské a novorozenecké oddělení v Chrudimské nemocnici, kde je od roku 2004 primářem. Od roku 1998 také ošetřuje děti v alergologické ambulanci a od září 2013 řídí Lékařskou pohotovostní službu v Chrudimi.
Téměř dvacet let hrál fotbal za SK Chrudim.

## Politické působení
Do politiky vstoupil, když byl v komunálních volbách v roce 2010 zvolen jako nestraník na kandidátce Věcí veřejných do Zastupitelstva města Chrudim. V prosinci 2010 byl navíc zvolen radním města. Funkci radního zastával do června 2012, kdy byl po rozpadu městské koalice odvolán. V komunálních volbách v letech 2014 a 2018 post zastupitele města obhájil jako člen hnutí ANO 2011. V komunálních volbách v roce 2022 kandidoval do zastupitelstva Chrudimi z 2. místa kandidátky hnutí ANO 2011. Mandát zastupitele města se mu podařilo obhájit.
Do vyšší politiky se pokoušel dostat, když v krajských volbách v roce 2012 kandidoval jako nestraník za Stranu soukromníků České republiky do Zastupitelstva Pardubického kraje, ale neuspěl. Nepodařilo se mu to ani ve volbách v roce 2016, když kandidoval jako člen hnutí ANO 2011. V krajských volbách v roce 2020 kandidoval do Zastupitelstva Pardubického kraje z posledního 50. místa kandidátky hnutí ANO 2011, avšak nebyl zvolen.
Zúčastnil se také voleb do Senátu PČR v roce 2012, kdy kandidoval jako nezávislý kandidát v obvodu č. 44 – Chrudim. Se ziskem 10,59 % hlasů skončil na pátém místě, a nepostoupil tak ani do druhého kola.
Ve volbách do Poslanecké sněmovny PČR v roce 2013 kandidoval ze třetího místa jako nestraník na kandidátce hnutí ANO 2011 v Pardubickém kraji a byl zvolen. Získal 3 276 preferenčních hlasů, a přeskočil tak i lídra kandidátky Martina Kolovratníka, který se do Sněmovny také dostal. Ve volbách do Poslanecké sněmovny PČR v roce 2017 obhájil svůj poslanecký mandát za hnutí ANO 2011 v Pardubickém kraji. Získal 6 738 preferenčních hlasů a posunul se z původního 4. místa kandidátky na konečné první místo.
Ve volbách do Poslanecké sněmovny PČR v roce 2021 byl lídrem hnutí ANO 2011 v Pardubickém kraji. Získal 3 783 preferenčních hlasů, a stal se tak znovu poslancem. Na sněmu hnutí ANO v únoru 2022 byl zvolen členem předsednictva hnutí.
Ve sněmovních volbách v roce 2025 kandiduje na 3. místě kandidátní listiny hnutí ANO v Pardubickém kraji.